# Membres de l'Ordre national du Québec, par ordre alphabétique T
L'article contient une liste des membres de l'Ordre national du Québec. En 2011, il y a 810 personnes en tout qui font partie de cet ordre.
| \| Listes des membres de l'Ordre national du Québec \|            |
| A B C D E F G H I J K L M N O P Q R S T U V W X Y Z Non canadiens |
| Listes des membres de l'Ordre national du Québec                  |

| Nom                        | Grade            | Année | Occupation                                                 |
| Miyuki Tanobe              | Officier         | 1995  | artiste-peintre canadienne                                 |
| François Tavenas           | Officier         | 2004  | administrateur universitaire                               |
| Charles Taylor             | Grand officier   | 2000  | écrivain et philosophe                                     |
| Lucille Teasdale-Corti     | Grande officière | 1995  | médecin                                                    |
| Pierre Théberge            | Chevalier        | 1992  | directeur du Musée des beaux-arts de Montréal              |
| Gérard Thibault            | Chevalier        | 1996  | parmi les fondateurs de l'industrie du spectacle au Québec |
| Michèle Thibodeau-DeGuire  | Chevalière       | 2005  | présidente et directrice générale de Centraide             |
| Réjean Thomas              | Chevalier        | 2005  | médecin et socialiste                                      |
| Claude Thompson            | Chevalier        | 1995  | monseigneur, directeur musical émérite                     |
| Étienne Tiffou             | Chevalier        | 1998  | professeur de linguistique de l'Université de Montréal     |
| Jean-Marie Toulouse        | Officier         | 2004  | administrateur universitaire                               |
| Henri Tranquille           | Chevalier        | 1999  | libraire et écrivain                                       |
| Arthur Tremblay            | Officier         | 1991  | enseignant et fonctionnaire                                |
| Gérald R. Tremblay         | Officier         | 2005  | politicien                                                 |
| Gilles Tremblay            | Officier         | 1991  | musicien et compositeur                                    |
| Jean-Paul-Médéric Tremblay | Chevalier        | 1996  | historien et prêtre                                        |
| Marc-Adélard Tremblay      | Grand officier   | 1995  | pionnier de l'anthropologie                                |
| Michel Tremblay            | Chevalier        | 1991  | écrivain                                                   |
| Richard Tremblay           | Chevalier        | 2008  | professeur, psychologue                                    |
| Thomas Tremblay            | Grand officier   | 1988  | juge retraité                                              |
| Bruce Graham Trigger       | Officier         | 2001  | archéologue                                                |
| Marcel Trudel              | Grand officier   | 2004  | historien                                                  |
| Serge Turgeon              | Chevalier        | 2001  | acteur                                                     |
| Mary Two-Axe Earley        | Officière        | 1985  | première Amérindienne à perdre son statut d'autochtone     |